# Codice sul volo degli uccelli
Il codice sul volo degli uccelli è un manoscritto di Leonardo da Vinci conservato presso la Biblioteca Reale di Torino.

## Storia
Per volere di Leonardo da Vinci un numero di codici imprecisato venne ereditato da Francesco Melzi che nel 1523 tornò a Milano portando con sé le carte. Alla morte del Melzi i manoscritti, conservati nella villa di Vaprio d'Adda, furono affidati al figlio Orazio e successivamente presero strade diverse a causa di sottrazioni e cessioni.

### Il "restauro" di Pompeo Leoni
Grazie a una breve cronaca lasciata da Giovanni Ambrogio Mazenta, è possibile ricostruire, anche se in modo vago, le vicende di parte dei testi. La famiglia Melzi aveva come insegnante Lelio Gavardi d'Asola, che attorno al 1587 sottrasse 13 libri di Leonardo per portarli a Firenze al granduca Francesco. Essendo però morto il granduca, il Gavardì si trasferì a Pisa insieme con Aldo Manuzio il Giovane, suo parente; qui incontrò il Mazenta, al quale lasciò i libri affinché li restituisse alla famiglia Melzi. Il Mazenta li riportò a Orazio Melzi, che però non si interessò del furto e gli donò i libri; il Mazenta li consegnò al fratello.
Lo scultore Pompeo Leoni, informato della presenza di manoscritti di Leonardo, li chiese a Orazio Melzi per il re Filippo II; ottenne la restituzione anche di sette volumi dai Mazenta, ai quali ne rimasero sei. Di questi sei, tre furono da loro donati rispettivamente all'arcivescovo Federico Borromeo (oggi Manoscritto C di Francia), al pittore Ambrogio Figino e a Carlo Emanuele I di Savoia, mentre gli altri tre in seguito furono ottenuti da Pompeo Leoni, che entrò così in possesso di un numero imprecisato di manoscritti e carte.
Nel 1589, impegnato in lavori al monastero dell'Escorial, si trasferì in Spagna; qui utilizzò il materiale di Leonardo in suo possesso (probabilmente smembrando anche codici già rilegati) per formare nuove raccolte come il Codice Atlantico e la Raccolta Windsor. Diversi manoscritti furono poi riportati in Italia, forse da Leoni nel 1604.
Il Leoni morì nel 1608 e furono suoi eredi i due figli maschi, Michelangelo e Giovanni Battista, morti pochi anni dopo. Una lettera del 1613 riporta una lista di beni leonardeschi che Giovanni Battista cercò di vendere a Cosimo II de' Medici, comprendente il Codice Atlantico, quindici manoscritti minori e alcuni disegni.
Non si raggiunse un accordo per la vendita.
Dal maggio 1615, con la morte di Giovanni Battista, era incominciata una disputa per l'eredità di Pompeo Leoni tra altri due figli: un figlio illegittimo che aveva l'identico nome del padre e la figlia Vittoria, moglie di Polidoro Calchi. Solo dopo un accordo concluso nel 1621 Vittoria e il marito poterono incominciare la vendita dei manoscritti.
|                                                         |                                                         |                          |                                                                            |                               |                               |                          |                          |
|                                                         |                                                         |                          | Leone (1509 ca-1590) sp. Diamante (1509 ca-1591)                           |                               |                               |                          |                          |
|                                                         |                                                         |                          |                                                                            |                               |                               |                          |                          |
|                                                         |                                                         |                          |                                                                            |                               |                               |                          |                          |
|                                                         |                                                         |                          | Pompeo (1531-1608) sp. nel 1596 Stefanilla di Perez de Mora (1544 ca-1604) |                               |                               |                          |                          |
|                                                         |                                                         |                          |                                                                            |                               |                               |                          |                          |
|                                                         |                                                         |                          |                                                                            |                               |                               |                          |                          |
| Vittoria (1571-?) sp. nel 1588 Polidoro Calchi († 1632) | Vittoria (1571-?) sp. nel 1588 Polidoro Calchi († 1632) | Michelangelo (1573-1611) | Michelangelo (1573-1611)                                                   | Giovanni Battista (1575-1615) | Giovanni Battista (1575-1615) | Pompeo (?-?) illegittimo | Pompeo (?-?) illegittimo |

### Galeazzo Arconati e la Biblioteca Ambrosiana

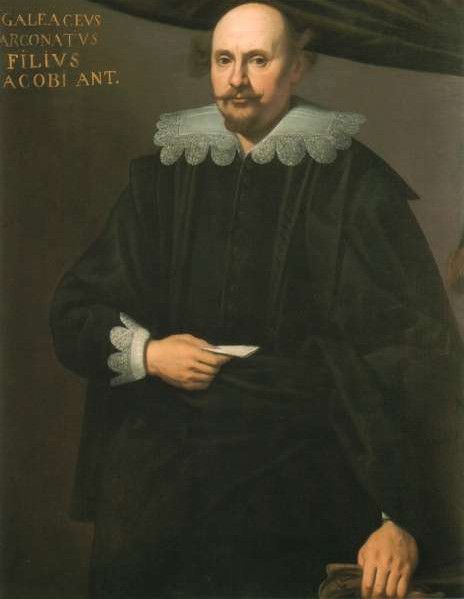
Galeazzo Arconati.

Tra il 1622 e il 1630 il Calchi vendette al conte Galeazzo Arconati vari manoscritti. Non è nota la data esatta della cessione, ma esiste una ricevuta del 28 agosto 1622 rilasciata da Francesco Maria Calchi, figlio di Polidoro, che indicava una somma di 445 ducatoni dovuta dall'Arconati.
Galeazzo Arconati era legato a Federico Borromeo, suo parente per parte di madre e suo tutore in gioventù.
|                                                         |                                                         |                                                          |                                                          |
|                                                         | Renato Trivulzio († 1545) sp. Isabella Borromeo         |                                                          |                                                          |
|                                                         |                                                         |                                                          |                                                          |
|                                                         |                                                         |                                                          |                                                          |
| Lucia Trivulzio sp. Luigi Visconti                      | Lucia Trivulzio sp. Luigi Visconti                      | Margherita Trivulzio († 1601) sp. Giulio Cesare Borromeo | Margherita Trivulzio († 1601) sp. Giulio Cesare Borromeo |
|                                                         |                                                         |                                                          |                                                          |
|                                                         |                                                         |                                                          |                                                          |
| Anna Visconti (1557-1617) sp. Giovanni Antonio Arconati | Anna Visconti (1557-1617) sp. Giovanni Antonio Arconati | Federico Borromeo (1564-1631)                            | Federico Borromeo (1564-1631)                            |
|                                                         |                                                         |                                                          |                                                          |
|                                                         |                                                         |                                                          |                                                          |
| Galeazzo Arconati                                       |                                                         |                                                          |                                                          |

Forse proprio per questo legame, con atto del 21 gennaio 1637 egli donò dodici manoscritti alla Biblioteca Ambrosiana (Codice Atlantico, dieci codici e copia del De Divina Proportione), fondata dal Borromeo nel 1609. Il codice sul volo degli uccelli era inserito in uno dei manoscritti donati.
(Dall'atto di donazione)
Nel 1674 un altro codice fu donato alla Biblioteca da Orazio Archinto, portando a 13 il totale di codici posseduti.

### Spoliazioni napoleoniche

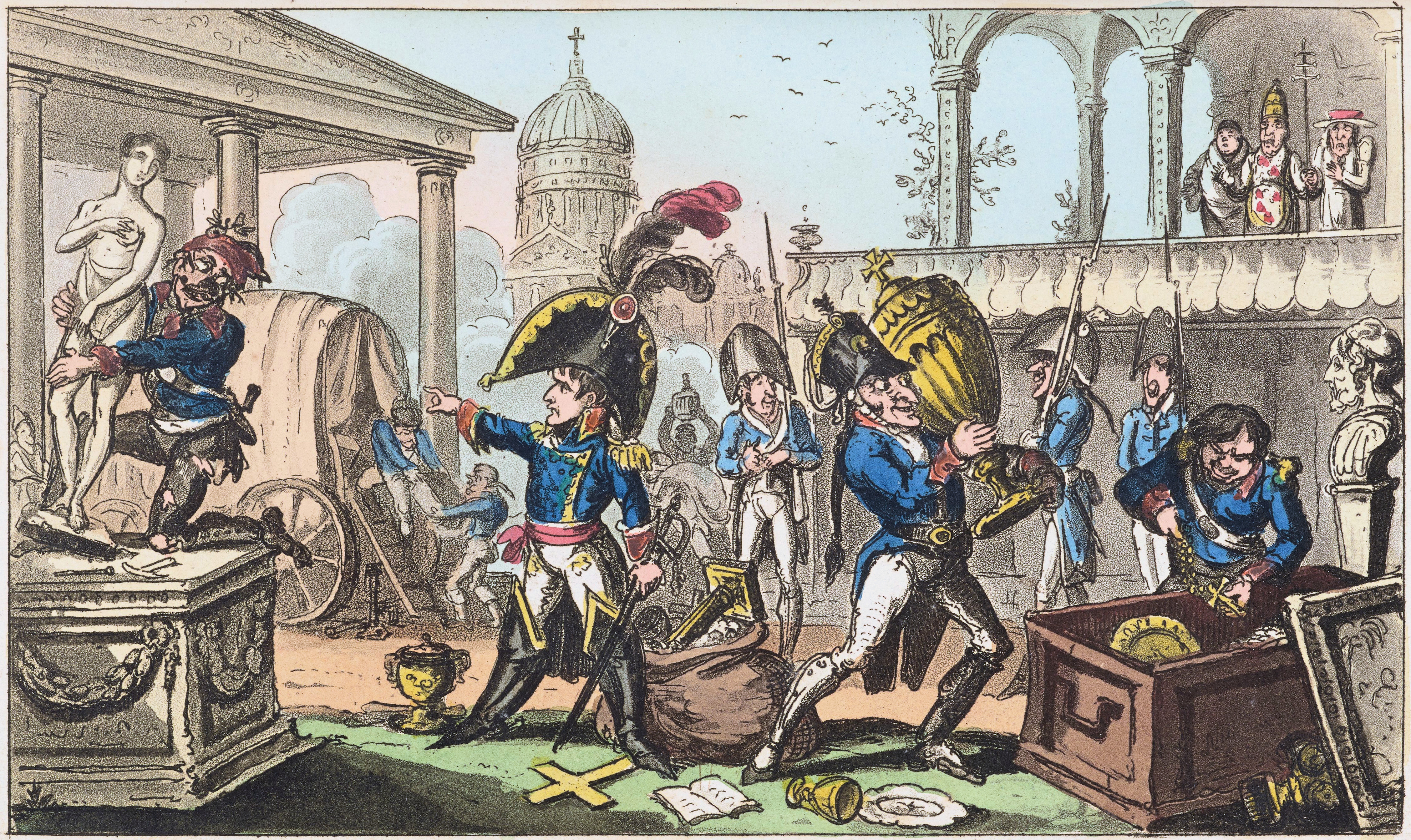
Sottrazioni dei cimeli artistici italiani da parte di Napoleone in una caricatura inglese.

Nel 1796 Napoleone Bonaparte ordinò lo spoglio di tutti gli oggetti artistici o scientifici che potevano arricchire musei e biblioteche di Parigi. Il 24 maggio il commissario di guerra Peignon si presentò all'Ambrosiana insieme con l'incaricato Pierre-Jacques Tinet (1753-1803) con l'elenco degli oggetti di cui doveva impossessarsi, fra cui «le carton des ouvrages de Leonardo d'Avinci (sic)». Le casse contenenti gli oggetti d'arte tolti a Milano vennero spedite a Parigi il 29 maggio, ma giunsero solo il 25 novembre. Il 14 agosto venne stabilito di portare la cassa n. 19, contenente il Codice Atlantico, alla Biblioteca nazionale di Francia; all'Institut de France era destinata invece altra cassa contenente gli altri dodici manoscritti.
Le segnature furono attribuite da Giovanni Battista Venturi che ebbe modo di studiarli e trascriverne alcune parti. Il manoscritto in cui era inserito il codice sul volo degli uccelli era segnato con la lettera B.
Quando le truppe alleate occuparono Parigi nel 1815, ognuna delle potenze interessate affidò a un proprio Commissario l'incarico di ricuperare gli oggetti d'arte di cui era stata spogliata; Franz Xaver barone von Ottenfels-Gschwind, incaricato dall'Austria di riprendere gli oggetti d'arte tolti alla Lombardia, essendo questa ritornata sotto il dominio austriaco, non ottenne tutti i codici vinciani sottratti dalla Biblioteca Ambrosiana, benché ne avesse una nota esatta. Quando si presentò alla Bibliothèque nationale, vi trovò solo il Codice Atlantico; invece di cercare di rintracciare e riavere gli altri manoscritti, si accontentò di tre altri volumi (vecchie copie di codici vinciani che considerò originali) e il 5 ottobre 1815 rilasciò la ricevuta «a eccezione di nove volumi manoscritti di mano di Leonardo da Vinci, che secondo la dichiarazione dei signori conservatori non sarebbero mai arrivati alla Biblioteca del Re» («à l'exception de neuf volumes mss. de main de Leonardo da Vinci, lesquels d'après la déclaration de messieurs les conservateurs, ne seraient point arrivés à la Bibliothèque du Roi»).

### Sottrazione di Guglielmo Libri e ricostruzione del codice
Attorno al 1840 il matematico e bibliofilo Guglielmo Libri sottrasse diverso materiale da biblioteche a Firenze e a Parigi; dall'Institut de France sottrasse diverse parti dai manoscritti.
L'intero Codice sul volo degli uccelli venne staccato dal manoscritto B dal Libri.
La parte principale fu acquistata da Giacomo Manzoni (1816-1889) e venduta dagli eredi nel 1892 a Fëdor Vasil'evič Sabašnikov che l'anno successivo recuperò anche uno dei cinque fogli mancanti; donò il codice a Umberto I che lo pose nella Biblioteca Reale. Un altro foglio fu recuperato nel 1903, mentre gli ultimi tre mancanti furono donati nel 1926 al re Vittorio Emanuele III da Henry Fatio.

## Descrizione
Il codice è formato da 18 fogli, più una copertina rigida, di mano di Leonardo da Vinci. Sulla quarta di copertina era riportato il titolo «Ucelli et altre cose», annotato nel 1804 da Carlo Amoretti, ma oggi leggibile solo tramite lampada di Wood. Sempre con lampada di Wood è possibile leggere la segnatura «K 18» attribuita da Pompeo Leoni, dove il numero 18 indicava il numero di fogli.
La stesura del testo è attribuita all'anno 1505 per la presenza di due annotazioni: «il cortone, uccello di rapina ch'io vidi andando a Fiesole. sopra il loco del Barbiga, nel '5 adì 14 di marzo» (c. 17v) e «1505, martedì sera, addì 14 d'aprile» (c. 18v). Alcuni studiosi hanno notato che lo stile fiorentino per le date prevedeva l'inizio dell'anno posticipato al 25 marzo, perciò hanno ritenuto che il riferimento al 14 marzo 1505 sia da attribuire all'anno 1506; inoltre hanno considerato che anche la data del 14 aprile sia relativa al 1506 perché in quell'anno cadeva di martedì (nel 1505 era un lunedì). Tuttavia documenti conservati presso l'Archivio di Stato di Firenze testimoniano che, anche durante il suo soggiorno fiorentino, Leonardo utilizzava lo stile a nativitate (con inizio dell'anno al 25 dicembre) per cui la data del 14 marzo corrisponderebbe proprio al 1505. Altre volte poi Leonardo indicò il giorno successivo della settimana rispetto a quello del normale calendario; ad esempio per la morte del padre «Mercoledì a ore 7 morì ser Piero da Vinci a dì 9 di luglio» (nel 1504 il 9 di luglio cadde di martedì). Anche la data del 15 aprile può essere pertanto riferita all'anno 1505.
Il nome del codice è dovuto all'argomento dei testi e dei disegni. In particolare, Leonardo incomincia ad analizzare il volo e la struttura degli uccelli per poi passare al disegno di macchine volanti.
Questo piccolo quaderno non è una semplice raccolta eterogenea di appunti e idee, ma un metodico tentativo di analizzare e proporre nuove idee sull'argomento del volo. Leonardo coltivava infatti l'idea di un grande trattato sul volo diviso in quattro parti, ma non portò a termine l'opera.
Descrive questo progetto con grande minuzia di particolari. Ne indica le dimensioni, i materiali da impiegare nella costruzione, la posizione del pilota, la collocazione del baricentro, fatto quest'ultimo indispensabile per la costruzione di qualsiasi "oggetto volante". In più di un'occasione Leonardo impartisce al pilota, o al lettore del Codice, le istruzioni per pilotarlo.
(Foglio 6v)
Preoccupato di un pericoloso ribaltamento della macchina, è inequivocabile il fatto che in annotazioni come questa (tu ài largo tenpo a rivoltarlo in contrario) Leonardo si rivolga al pilota della sua macchina.
È leggenda l'episodio di un suo tentativo fallito dalla collina di Monte Ceceri a Fiesole.
Nella seconda metà del codice (fogli 10, 11, 12, 13, 15, 16 e 17) compaiono disegni a sanguigna ai quali è sovrapposto il testo. Si tratta di disegni di un volto, di foglie, fiori e una gamba maschile.

## Edizioni
- Sabašnikov e G. Piumati (a cura di), I manoscritti di Leonardo da Vinci. Codice sul volo degli uccelli e varie altre materie, Parigi, 1893, SBN TO00807298.
- Enrico Carusi (a cura di), I fogli mancanti al codice di Leonardo da Vinci su 'l volo degli uccelli, nella Biblioteca Reale di Torino, Roma, 1926, SBN TO00117425.
- Jotti da Badia Polesine (a cura di), Il codice sul volo degli uccelli, Milano, 1946, SBN LO10850513.
- Augusto Marinoni (a cura di), Il codice sul volo degli uccelli nella Biblioteca reale di Torino, Firenze, Giunti-Barbera, 1976, SBN VIA0021654.